# 莱特豪斯波因特 (佛罗里达州)
莱特豪斯波因特（英語：Lighthouse Point），是美国佛罗里达州布勞沃德縣下属的一座城市。建立于1956年。面积约为6.2平方公里（约合2.4平方英里）。根据2010年美国人口普查，该市有人口10,344人。论人口在本州排行第161。